# V513 Близнецов
V513 Близнецов (лат. 513 Geminorum) — одиночная переменная звезда в созвездии Близнецов на расстоянии (вычисленном из значения параллакса) приблизительно 1 576 световых лет (около 483 парсек) от Солнца. Видимая звёздная величина звезды — от +18,7m до +15,7m.

## Характеристики
V513 Близнецов — эруптивная переменная звезда типа UV Кита (UV).